# Olaf Rye
Olaf Rye, född den 16 november 1791 i Norge, död den 6 juli 1849, var en dansk officer, bror till Johan Henrik Rye.
Rye blev 1808 löjtnant vid ett norskt regemente, men tog avsked 1814, emedan han inte ville avlägga ed åt Karl XIII som Norges konung. Rye ingick först, liksom hans kamrater Helgesen och Schleppegrell, i preussisk tjänst och deltog i slaget vid Ligny 1815, men inträdde samma år i danska hären, där han blev kapten 1817 samt överstelöjtnant och bataljonschef 1842. 
Med lysande tapperhet deltog han 1848 i träffningarna vid Bov och Slesvig samt förde sedan en brigad i striderna om Dybböl. Som generalmajor stod han också i spetsen för en brigad i slaget vid Kolding 1849 och ledde därpå återtåget genom Jylland med överlägsen skicklighet, så att den vida starkare tyska hären under sin förföljelse ständigt gäckades och inte vågade sprida sig över någon större del av landet. 
Omsider lyckades Rye den 30 juni inskeppa sig med två tredjedelar av sin brigad från Helgenæs för att delta i utfallet från Fredericia den 6 juli. Där förde han oförfärad som alltid sitt folk i elden och stupade själv. Ett minnesmärke restes över hans grav i Köpenhamn och ett annat i Fredericia 1876. At gaa til Ryes brigade blev sedan soldaternas uttryck för att falla i striden.

## Utmärkelser
- Riddare av Dannebrogorden,  1840[5]
- Dannebrogsmännens hederstecken,  1848[3]

[Redigera Wikidata]